# Leukaniemi-Tyllinjärvi
Leukaniemi-Tyllinjärvi este o arie protejată (arie specială de conservare — SAC, sit de importanță comunitară — SCI) din Finlanda întinsă pe o suprafață de 304 ha, integral pe uscat.

## Localizare
Centrul sitului Leukaniemi-Tyllinjärvi este situat la coordonatele 60°39′40″N 27°47′19″E / 60.6611°N 27.7886°E.

## Înființare
Situl Leukaniemi-Tyllinjärvi a fost declarat sit de importanță comunitară în august 1998 pentru a proteja 1 specie de animale. Situl a fost protejat și ca arie specială de conservare în aprilie 2015.

## Biodiversitate
Situată în ecoregiunea boreală, aria protejată conține 2 habitate naturale: Lacuri și iazuri distrofice naturale, Păduri fino-scandinave bogate în ierburi cu Picea abies.
La baza desemnării sitului se află o specie protejată de  mamifere: veveriță zburătoare siberiană (Pteromys volans).